# 바시키르 국립대학교
바시키르 국립대학교(러시아어: Башкирский государственный университет
(БашГУ),  바시키르어: Башҡорт дәүләт университеты
(БДУ))는 바시키르 공화국의 우파에 있는 대학교이다. 1909년에 개교하였다. 이곳은 유기화학, 응용수학, 문헌학, 정보기술, 지리학, 석유공학을 가르치는 곳이다. 니콜라이 보골류보프, 알렉세이 레온티예프, 발렌틴 나팔코프와 같은 많은 유명한 응용 수학자들과 물리학자들이 바시키르 국립 대학교 출신이다.

## 같이 보기
- 러시아의 교육